# Via Brera
Via Brera è una via del centro di Milano, che attraversa da nord a sud l'omonimo quartiere. 

## Descrizione

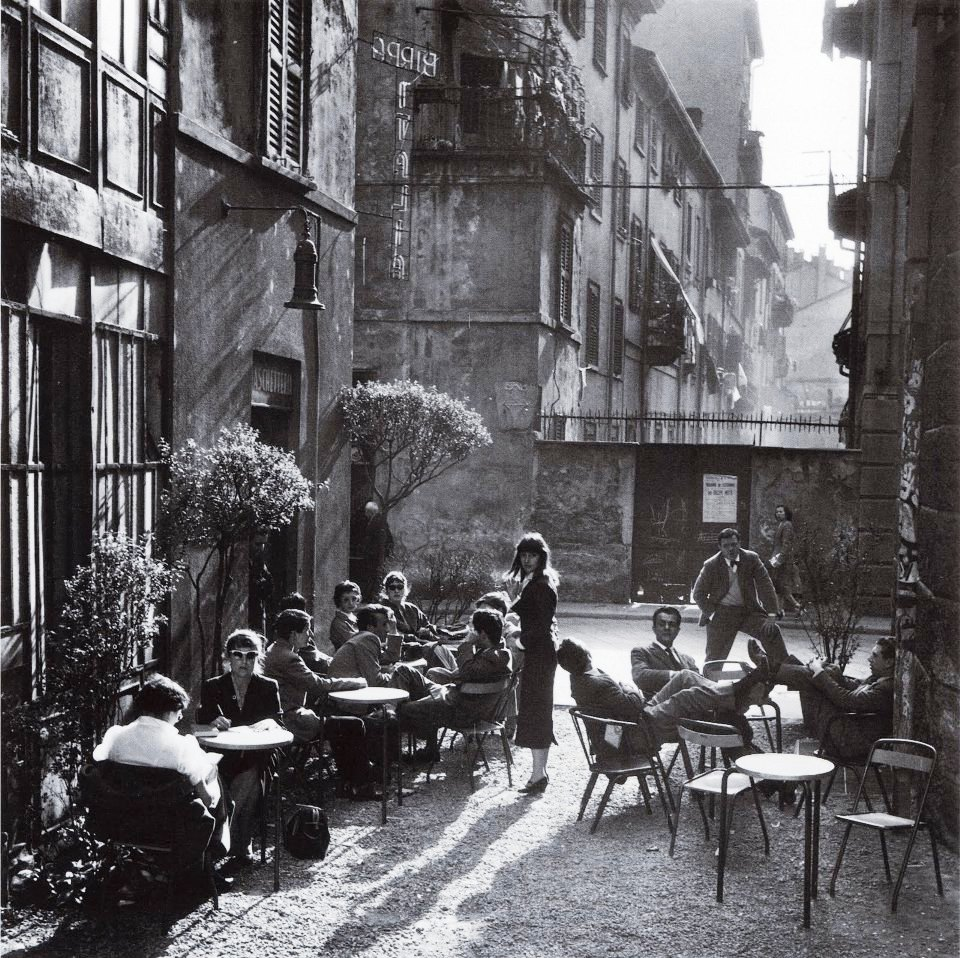
Lo storico Bar Giamaica nel 1955, in uno scatto di Ugo Mulas.

È considerata una delle più caratteristiche della città, sia per la presenza del palazzo della Pinacoteca di Brera, sia per alcuni storici locali caratteristici che si affacciano su questa strada.
Via Brera è stata recentemente interessata dal progetto di risistemazione della pavimentazione, che ha toccato tutto il quartiere. In questa occasione è stata resa parzialmente pedonale.

## Edifici notevoli
- Casa Banfi
- Palazzo Citterio
- Palazzo Cusani
- Palazzo della Pinacoteca di Brera
- Osservatorio astronomico

## Trasporti
- Montenapoleone
- Lanza

## Galleria d'immagini

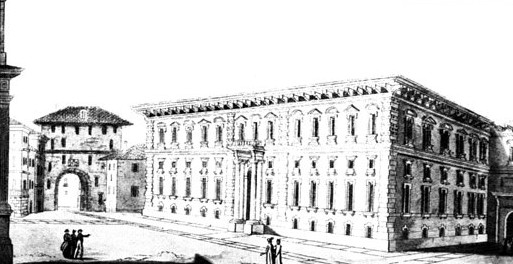
Facciata del Palazzo di Brera a Milano all'inizio del XIX secolo. Stampa.
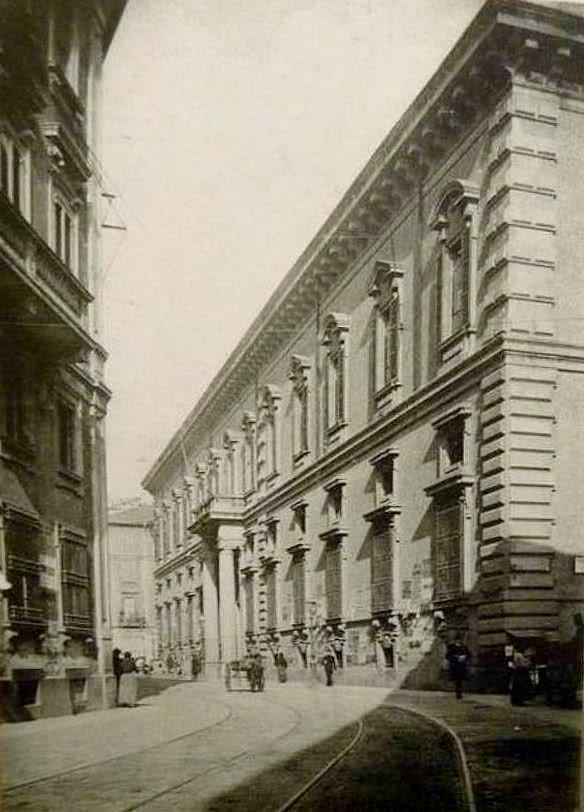
La via nel 1905 e il Palazzo di Brera
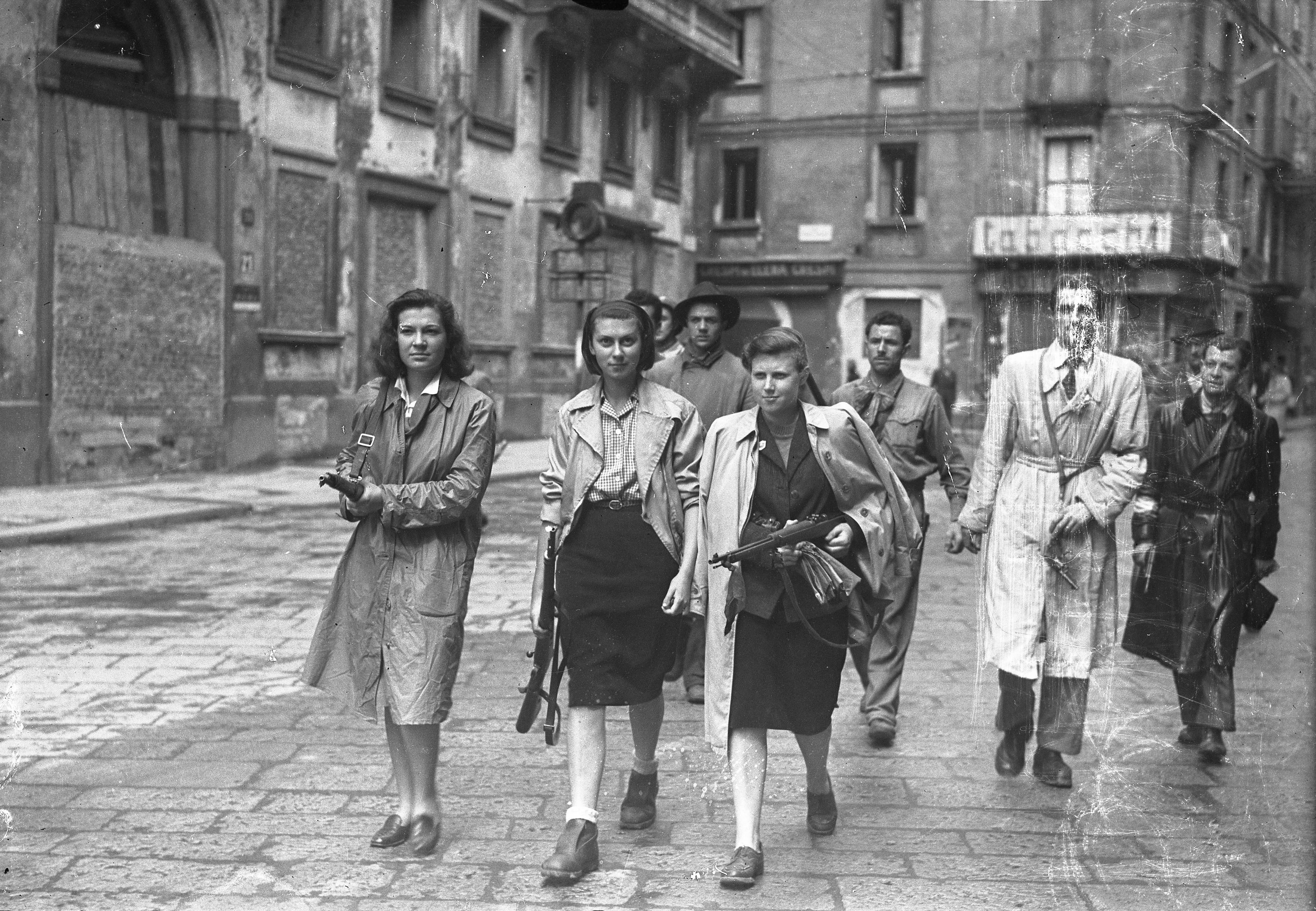
Via Brera, 1945, tre donne partigiane nell'atto di restituire le armi agli alleati
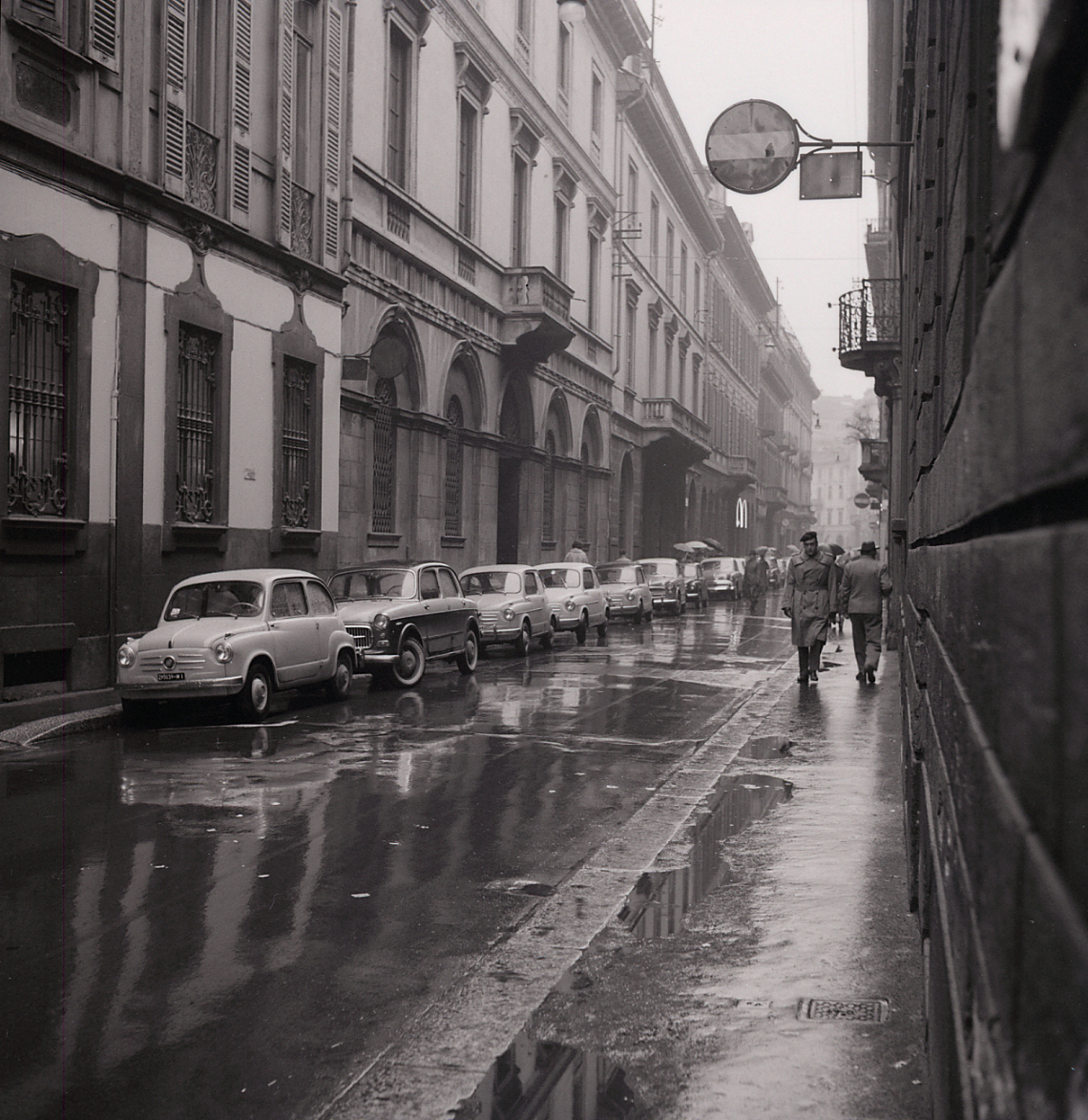
Via Brera nel 1975